# Супотин
Супо́тин — заплавне озеро у Борзнянському районі Чернігівської області, на лівому березі Десни (басейн Дніпра), поблизу села Воловиці.
Немає жодних сумнівів, що село Воловиця було засноване на березі оз. Сапотин, біля якого перші воловичани будували собі хати, утворивши с часом вулицю вздовж озера. Про це свідчить одразу декілька фактів. Найстаріша мапа, на якій зафіксована вулична структура села, датована 1854 р. Згідно із цією картою у Воловиці на той  час існувала одна велика центральна вулиця, яка більшою своєю частиною тягнулася вздовж оз. Сапотин. Існував також і невеликий провулок на «Коноплянці», а також вже був заселеним і «Хуторець». Той самий порядок ми бачимо і на більш детальній мапі 1867 р., на якій ми бачимо, що «Кошари» тоді ще були майже не заселені і двори починалися недалеко від «Карпівщини» і тягнулися до самої «Коноплянки». Сьогодні ця древня велика вулиця умовно поділена на вул. Петровського («Кошари» та «Карпівщина»), Леніна («Село»), Ворошилова («Круча»), Космічну та Червоних Партизан («Майдан» та «Коноплянка»). Народна назва вул. Леніна «Село», також вказує нам про древність цієї вулиці.
Найстаріша згадка оз. Сапотин відноситься до 1786 р.: «Сопотикъ, проистекаетъ изъ Десны и, соединясь съ рѣчкою Березою, - которая Новгородъ-Сѣверской губерніи уѣзда Коропскаго въ селѣ Ховмахъ, за 50 верстъ начинается, - и съ озеромъ Быстрикомъ, впала паки въ Десну же. Простирается теченіемъ своимъ на 5 верстъ». Приводячи опис ще 21 озера автор наприкінці вказує, шо «Въ сихъ озерахъ рыбы находятся: щуки, лящи, язи, кораси, лины, окуни, марены, подлящи и красная плотица».
У 1890 р. оз. Сапотин було казенним оброчним. Тобто озеро юридично належало державі, але користуватись його водами мали право усі місцеві жителі.
Детальний опис Супотина ми зустрічаємо у книзі «Деснянські озера» 1970 р. «СУПОТИН — заплавне озеро у Борзнянському р-ні Черніг. обл., на лівому березі Десни (бас. Дніпра), поблизу с. Воловиці. Довж. бл. 3 км, пересічна шир. - 0,15 км, пл. - 0,5 км. кв., глиб. переважно 2-5 м. Улоговина видовжена, складної форми. Берегова лінія дуже звивиста; є кілька заток. Береги підвищені; зх. і північний вкриті лучною рослинністю, сх. і південний поросли верболозом і вільхою. Живлення мішане; під час весняної повені С. сполучається з озерами Чорниш і Великий Супотин, а також з Десною. Т-ра води влітку +17, +18° на глиб. 0,5 м від поверхні та +13, +13,5° на глиб. 0,5 м від дна; взимку С. замерзає. Прозорість води становить 1,3 м. У прибережних заростях гніздяться очеретянки, крячки; З риб водяться окунь, карась, плітка. С. та його береги — місце відпочинку, рибальства та мисливства. Воду озера частково використовують для с.-г. потреб.».
Щодо назви озера, то важко сказати з чим воно пов’язане. На карті 1854 р. «Сапотин» імовірно помилково підписаний як «Саботынъ». Так само «Сапотин» підписаний і на 3-х верстовій карті 1870-х років. На карті ж 1867 р. озеро позначене під правильною назвою «Сапотинъ». На карті 1943 р. озеро позначене під назвою «Супотынь». На карті 1986 р. озеро позначене під назвою «Супотин». В селі ж на озеро кажуть «Сапотин», тому більш коректно використовувати саме цей варіант.